# Avenue Josse Smets

L'avenue Josse Smets est une rue bruxelloise de la commune d'Auderghem  qui relie la rue des Trois Ponts au boulevard des Invalides sur une longueur de 200 mètres.

## Historique et description
Ce quartier autour de l’avenue de l'Église Saint-Julien. Cette rue fut seulement achevée bien après la fin de la Première Guerre mondiale. 
Le 20 juin 1925, le collège la baptisa du nom du soldat Josse Smets, né le 1 décembre 1891 à Auderghem, tué le 29 septembre 1914 à Tisselt lors de la première guerre mondiale.
- Premier permis de bâtir le 31 octobre 1925 au Comptoir National des Matériaux[2] les nos 3, 5, 7, 9, 11 et 13.